# Miguel Villalta
Miguel Ángel Villalta Hurtado (Cusco, 16 giugno 1981) è un calciatore peruviano, difensore del José Gálvez.